# Sân bay quốc tế Kansas City
Sân bay quốc tế Kansas City (mã sân bay IATA: MCI, mã sân bay ICAO: KMCI, mã sân bay FAA LID: MCI) Kansas City International Airport (IATA: MCI, ICAO: KMCI, LID FAA: MCI), ban đầu tên là sân bay quốc tế Mid-Continent, là một sân bay công cộng nằm 15 dặm (24 km) phía tây bắc của khu kinh doanh trung tâm của thành phố Kansas, trong quận Platte, tiểu bang Missouri, Hoa Kỳ. Năm 2008, đã có 10.469.892 hành khách sử dụng sân bay. Hiện nay, sân bay phục vụ 49 điểm bay thẳng.
Sân bay quốc tế Kansas City đã liên tục được xếp hạng trong 5 sân bay hàng đầu tại xếp hạng sự hài lòng của các sân bay Bắc Mỹ của JD Power and Associates. Trong tháng 2 năm 2010, nó đã được các sân bay cao nhất đánh giá có kích thước trung bình nhận được năm sao trong tất cả các thể loại.
Hãng hàng không lớn nhất của sân bay là hãng hàng không Southwest Airlines hoạt động một số lượng lớn các chuyến bay hàng ngày và phục vụ như một trung tâm hàng không nhỏ và cơ sở phi hành đoàn cho Frontier Airlines (nay vận hành vởi Republic Airways Holdings.)